# Kaluka Maiava
Kaiula Kawahalama Maiava (Wailuku, 27 dicembre 1986) è un giocatore di football americano statunitense che gioca nel ruolo di linebacker per gli Oakland Raiders della National Football League (NFL). Fu scelto nel corso del quarto giro (104º assoluto) del draft NFL 2009 dai Browns. Al college giocò a football alla University of Southern California.

## Carriera universitaria
Nei suoi 4 anni con gli USC Trojans vinse i seguenti titoli:
- Rose Bowl:3

2006, 2007, 2008

## Carriera professionistica

### Cleveland Browns
Maiava fu scelto nel corso del quarto giro del draft 2009 dai Cleveland Browns. Il 14 luglio firmò un contratto di 4 anni del valore di 2,5 milioni di dollari. Debuttò come professionista il 13 settembre 2009 contro i Minnesota Vikings e terminò la sua stagione da rookie giocando 16 partite di cui 3 da titolare con 34 tackle 2,5 sack e 2 funble forzati. Nella stagione 2010 giocò solamente 2 partite con un tackle.
Nel 2011 scese in campo 16 volte di cui 6 da titolare totalizzando 34 tackle e un fumble forzato. Nell'ultima stagione con i Browns giocò 16 partite di cui 13 da titolare con 53 tackle, 2 sack e 2 fumble forzati.

### Oakland Raiders
Il 13 marzo 2013, dopo esser diventato free agent, firmò un contratto triennale del valore di 6 milioni di dollari, inclusi 2,035 milioni di bonus alla firma. Il 7 dicembre a causa di una serie di infortuni alle costole e al polpaccio venne inserito sulla lista infortunati, dopo aver saltato 3 partite. Chiuse con 9 partite di cui una da titolare, totalizzando 17 tackle.

## Famiglia
Suo nonno Neff Maiava è stato un campione di wrestling; è nipote di Dwayne Johnson.
Oltre allo zio, nella sua famiglia hanno giocato a football americano anche il padre Scott Mahoney e il fratello minore Kealaka'i.

## Vittorie e premi
Nessuno

## Statistiche
| Partite totali          | 59            |
| Partite da titolare     | 23            |
| Tackle totali           | 150           |
| Sack                    | 4,5           |
| Intercetti              | 0             |
| Touchdown su intercetti | 0             |
| Fumble forzati          | 5             |
| Fumble recuperati       | 0             |
| Passaggi deviati        | 5             |
| Penalità fatte          | 9 per 90 yard |

Statistiche aggiornate al 2 febbraio 2014